# Latour-de-Carol
Latour-de-Carol – miejscowość i gmina we Francji, w regionie Oksytania, w departamencie Pireneje Wschodnie. Powierzchnia gminy wynosi 12,6 km². W 2012 roku liczyła 416 mieszkańców, a gęstość zaludnienia wynosiła 32,9 osoby/km². 

## Zabytki
Zabytki na terenie gminy posiadające status monument historique:
- kościół św. Fruktuozusa d'Iravals (Église Saint-Fructueux d'Iravals)
- Rocher de Latour 2